# Jornal do Commercio
Le Jornal do Commercio (en français : Journal du commerce) est un journal économique brésilien. C’est également le plus ancien périodique encore en circulation d’Amérique latine. 
Le journal tire ses origines du Diário Mercantil créé par Francisco Manuel Ferreira en 1824 et édité à Rio de Janeiro. Acquis par Pierre Plancher en 1827, il prend alors le nom qu’on lui connaît aujourd’hui. Entre 1890 et 1915, le journal est dirigé par José Carlos Rodrigues et compte, parmi ses auteurs, des noms comme Rui Barbosa, vicomte de Taunay, Alcindo Guanabara, Araripe Júnior, Afonso Celso et des éditorialistes comme José Maria da Silva Paranhos Júnior, baron de Rio Branco.
Depuis 1959, le Jornal do Commercio appartient au groupe Diários Associados et, depuis 2005, il possède des succursales à São Paulo, Brasília et Belo Horizonte.
La dernière publication date du 29 avril 2016, date à laquelle le journal a cessé ses activités. 